# Ciszyna
Ciszyna (deutsch Waldheil) ist ein Ort in der polnischen Woiwodschaft Ermland-Masuren. Er gehört zur Landgemeinde Górowo Iławeckie (Landsberg) im Powiat Bartoszycki (Kreis Bartenstein) – bis 1945 zum Kreis Preußisch Eylau in Ostpreußen.

## Geographische Lage
Ciszyna liegt am Nordrand des früheren Stegener Waldes im Nordwesten der Woiwodschaft Ermland-Masuren, 23 Kilometer südwestlich der einstigen und heute auf russischem Staatsgebiet gelegenen Kreisstadt Preußisch Eylau (russisch Bagrationowsk) bzw. 35 Kilometer nordwestlich der jetzigen Kreismetropole Bartoszyce (deutsch Bartenstein).

## Geschichte
Um 1900 wurde der kleine Weiler Waldheil gegründet. Es handelte sich dabei um ein Vorwerk und eine Waldwärterstation, zugehörig zum Gut Klein Steegen (polnisch Stega Mała) im Kreis Preußisch Eylau in Ostpreußen. 1910 zählte Waldheil acht Einwohner. Als sich Klein Steegen mit Groß Steegen (polnisch Stega Wielka) zur Gemeinde Alt Steegen zusammenschlossen, wurde Waldheil Teil eben dieser neuen Gemeinde.
1945 wurde das gesamte südliche Ostpreußen in Kriegsfolge an Polen abgetreten. Davon war auch Waldheil betroffen, das die polnische Namensform „Ciszyna“ erhielt. Die kleine Osada leśna (= „Waldsiedlung“) ist heute Teil der Gmina Górowo Iławeckie (Landgemeinde Landsberg) im Powiat Bartoszycki (Kreis Bartenstein), von 1975 bis 1998 der Woiwodschaft Olsztyn, seither der Woiwodschaft Ermland-Masuren zugeordnet.

## Religion
Waldheil war bis 1945 dem Kirchspiel der evangelischen Kirche Guttenfeld (polnisch Dobrzynka) in der Kirchenprovinz Ostpreußen der Kirche der Altpreußischen Union zugehörig. Heute ist Ciszyna in die römisch-katholische Pfarrei Kandyty (Canditten) im Erzbistum Ermland eingegliedert.

## Verkehr
Ciszyna liegt an einer Nebenstraße, die Kwiatkowo (Blumstein) mit Gniewkowo (Gottesgnade) verbindet. Eine Bahnanbindung besteht nicht.